# Gouy, Aisne
Gouy är en kommun i departementet Aisne i regionen Hauts-de-France i norra Frankrike. Kommunen ligger  i kantonen Catelet som ligger i arrondissementet Saint-Quentin. År 2022 hade Gouy 570 invånare.

## Befolkningsutveckling
Antalet invånare i kommunen Gouy
Referens: INSEE